# 亚区街长老会教堂
亚区街长老会教堂（Arch Street Presbyterian Church）是一个历史悠久的长老会教堂，位于美国宾夕法尼亚州费城洛根圓環街区的亚区街1724号。该建筑是由Hoxie & Button建筑公司设计，建于1855年。它是一个单层的新古典主义建筑，有一个圆顶，其门廊有四根科林斯柱。
1971年5月27日，亚区街长老会教堂列入国家史迹名录。

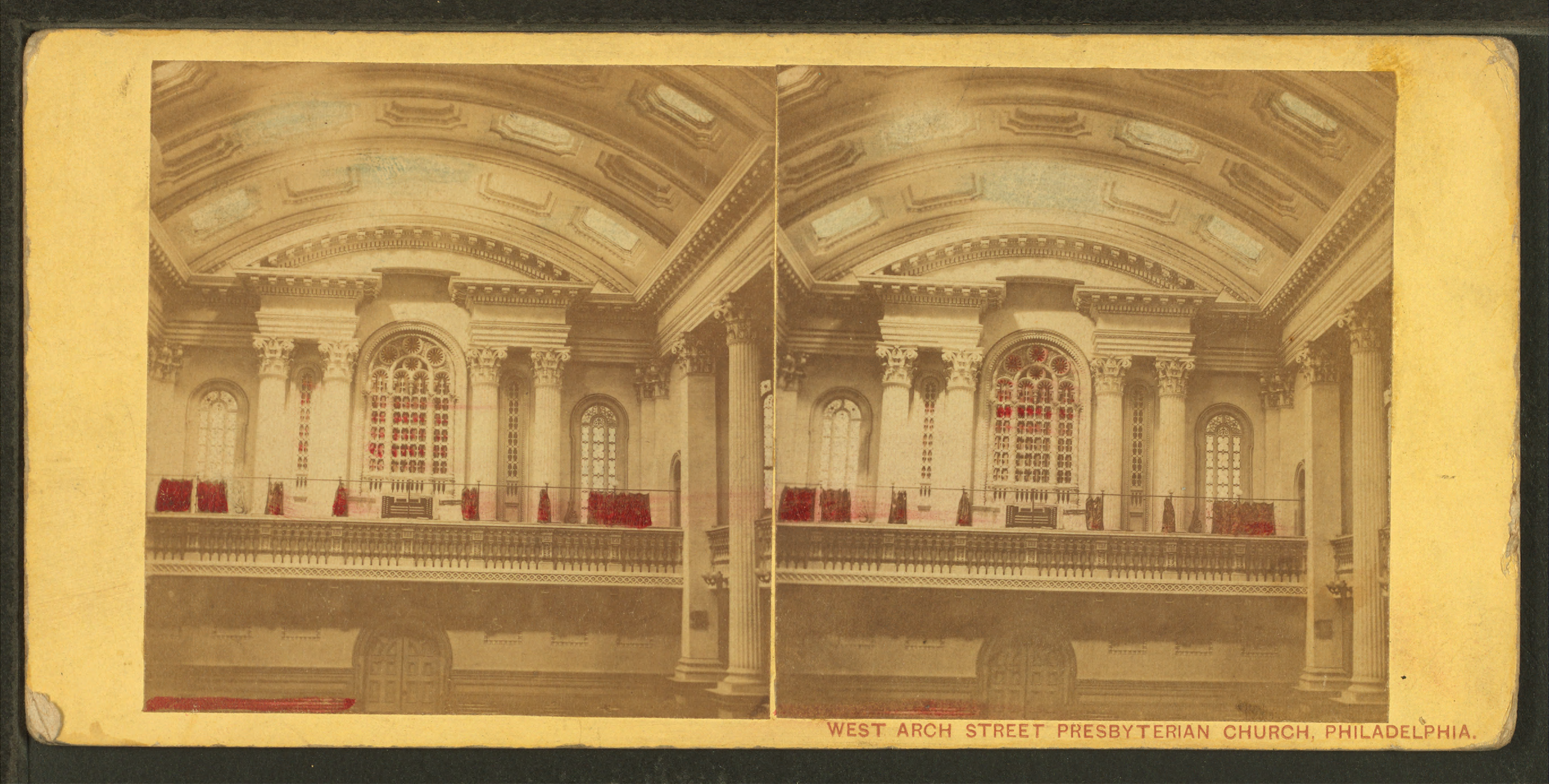
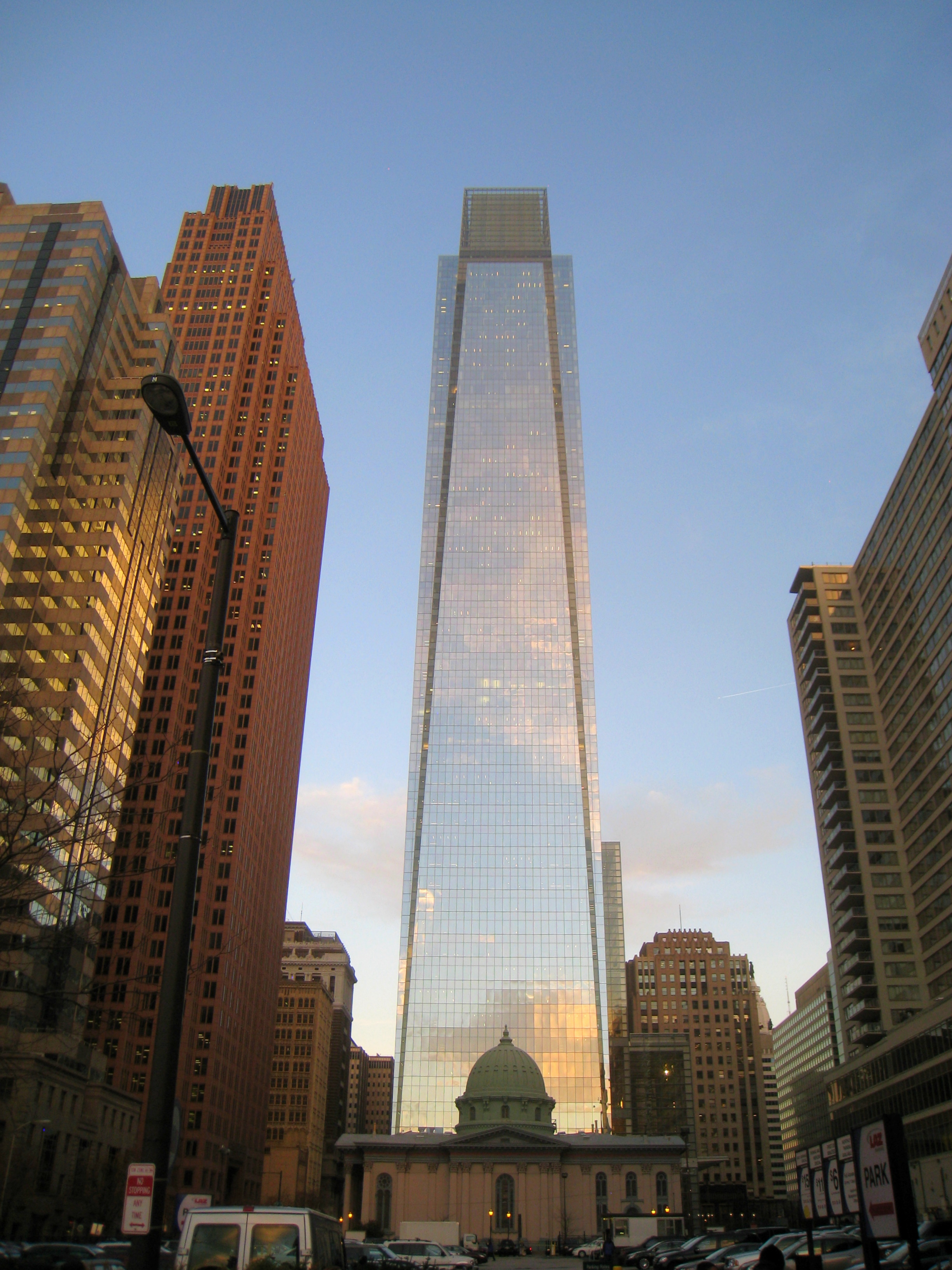